# Oldtimer

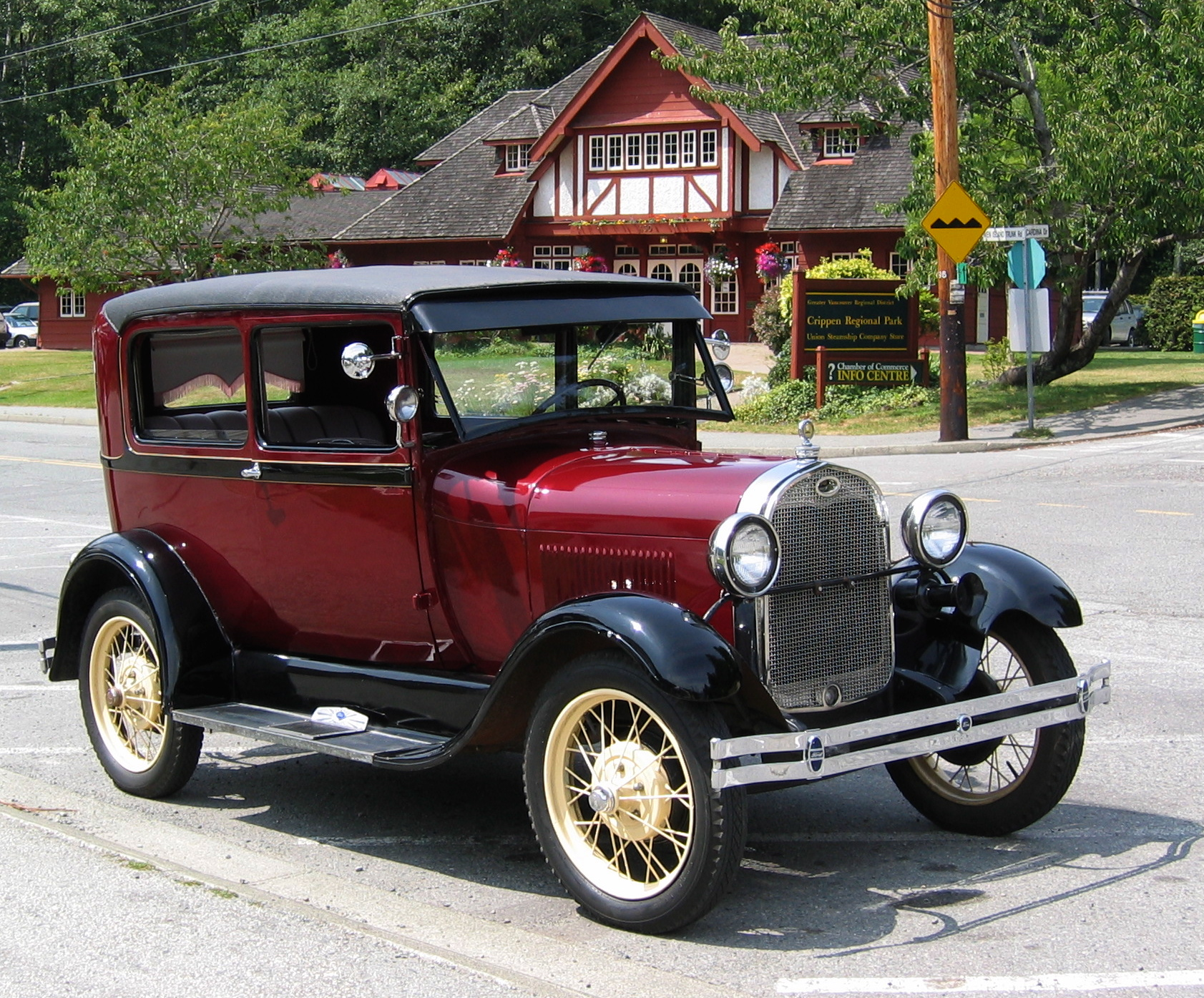
Oldtimer van Ford

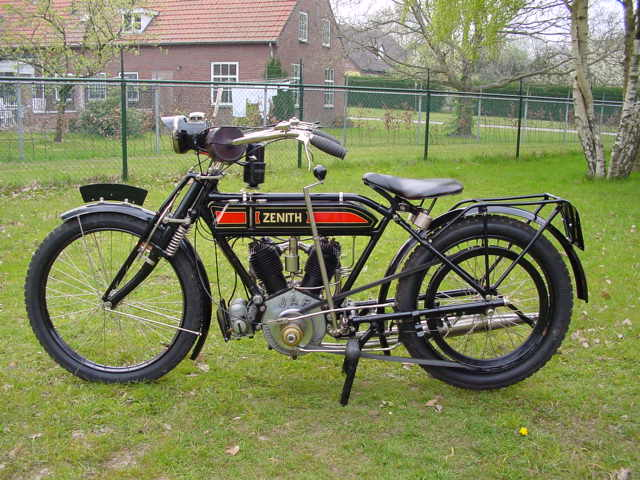
Oldtimer van Zenith

Een oldtimer is een voertuig waarvan het model al lange tijd niet meer gefabriceerd wordt.
Bij een auto spreekt men doorgaans van oldtimer als deze periode meer dan 30 jaar is. Ook voor andere voertuigen, zoals een bromfiets of een motorfiets rekent men een periode van meer dan 30 jaar.

## Speciale regelingen
Voor dit soort voertuigen gelden speciale regelingen, zoals vrijstelling van motorrijtuigenbelasting, vrijstelling van technische keuring en aparte goedkopere oldtimer-verzekeringen.

### Nederland
In Nederland geldt belastingvrijstelling voor voertuigen die ouder zijn dan 40 jaar. Voor jongere voertuigen geldt in bepaalde gevallen een overgangsregeling. Het kabinet-Rutte II heeft de belastingvrijstelling per 1 januari 2014 'om milieuredenen' laten vervallen.
De Algemene periodieke keuring (apk) voor voertuigen ouder dan 30 jaar hoeft slechts eens in de twee jaar plaats te vinden, de keuringsplicht van voertuigen van 50 jaar en ouder (gerekend vanaf datum eerste toelating)  is geheel vervallen. Het voertuig moet bij gebruik op de openbare weg wel verzekerd zijn en voldoen aan de keuringseisen.

### België
In België kan men, voor auto's ouder dan 25 jaar en motorfietsen ouder dan 30 jaar, speciale oldtimerkentekens verkrijgen (beginnend met de letter "O"). Tot juni 2013 bleef het gebruik van een oldtimer met O-plaat verplicht beperkt tot proefritten binnen een straal van 25 kilometer, tussen zonsopgang en –ondergang en in het kader van een toegelaten manifestatie of om zich naar de toegelaten manifestatie te begeven.
Sinds juli 2013 mogen oldtimers dag en nacht rijden. Dit hoeft niet langer binnen de context van een behoorlijk toegelaten manifestatie te zijn. Voertuigen met O-plaat zijn ook vrijgesteld van de periodieke technische keuring.
Sinds 1 juli 2013 is een old-timer uitgesloten van volgend gebruik:
- Commercieel gebruik: elk gebruik dat bedoeld is voor of gericht is op zakelijk of persoonlijk financieel gewin;
- Professioneel gebruik: elk gebruik ten behoeve van de beroepsuitoefening of de bedrijfsvoering;
- Woon-werkverkeer en woon-schoolverkeer;
- Bezoldigd vervoer en met bezoldigd vervoer van personen gelijkgesteld gratis vervoer;
- Gebruik als werktuig of werkmiddel, alsook voor interventieopdrachten.

Voor voertuigen uitgerust met rupsbanden wordt het gebruik beperkt tot oldtimermanifestaties en proefritten binnen een straal van 3 km vanaf de stallingsplaats van het voertuig.

#### Leeftijd wordt opgetrokken naar 30 jaar
Ten laatste eind 2017 wordt de oldtimerleeftijd voor auto's opgetrokken tot 30 jaar. Dit door het omzetten van een Europese richtlijn naar wet. Die stipuleert niet alleen dat een auto minstens die leeftijd dient te hebben, maar ook dat de voertuigen in een originele staat moeten zijn (zonder grote aanpassingen) en niet langer in productie mogen zijn. De regering heeft de mogelijkheid om de nieuwe regelgeving eerder in te voeren, maar niet later dan begin 2018. Er komt een overgangsregeling voor oldtimers die op het ogenblik van de omschakeling al 25 jaar oud zijn.

#### Strengere regels in Vlaanderen
In Vlaanderen waren oldtimers gedurende een lange tijd vrijgesteld van de periodieke keuring. In 2018 bracht de wetgever daar verandering in. Afhankelijk van de leeftijd van het voertuig zal de oldtimer jaarlijks, tweejaarlijks of vijfjaarlijks een periodieke keuring moeten ondergaan. Er geldt wel een overgangsregeling: zo moet de eerste periodieke keuring pas in 2019 of 2020 gebeuren, afhankelijk van de leeftijd van de oldtimer.

## Federaties
Eigenaars van een oldtimer of klassieke automobielen, motoren, of bromfietsen kunnen zich aansluiten bij een oldtimerclub, om in clubverband deel te nemen aan oldtimerritten, rally's, bijeenkomsten of clubtaxaties.

### Nederland
Verschillende oldtimerclubs in Nederland zijn aangesloten bij de overkoepelende organisatie FEHAC (Federatie Historische Automobiel- en Motorfietsclubs).

### België
In België zijn de meeste oldtimerclubs aangesloten bij de overkoepelende organisatie BEHVA (Belgian Historic Vehicle Association), tot 2020 bekend als BFOV-FBVA (Belgische Federatie voor Oude Voertuigen - Fédération Belge des Véhicules Anciens).

## Klassieke motorfietsen

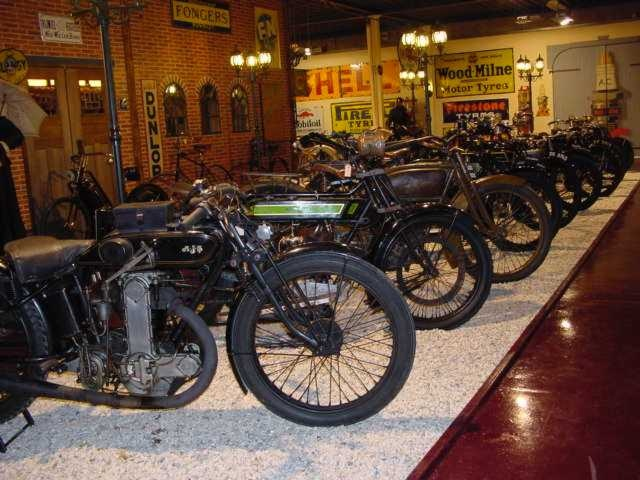
Showroom van een handel in antieke motorfietsen

Vanaf circa 30 jaar wordt een motor als een oldtimer beschouwd. Motoren vanaf 40 jaar hebben in Nederland vrijstelling van motorrijtuigenbelasting. Vaak gaat het om machines voor op de weg, maar ook zijn er liefhebbers van klassieke wegracemotoren waar vaak nog mee geracet wordt. Een enkele keer kom je een oude crossmotor tegen.
De zogenaamde jonge oldtimers (classics) worden vaak nog dagelijks gebruikt. Dat kan ook, want er is een levendige handel in onderdelen. Voor machines van voor de oorlog kan dat lastig zijn. Dat neemt niet weg dat er talloze prestatieritten zijn waar men aan de start komt met klassieke motoren. Daarnaast zijn er onderdelen- en ruilbeurzen en bestaan er ook handelaren die zich specialiseren in klassieke motorfietsen. De oldtimer-rijders vormen een subcultuur binnen de motorrijderswereld. Op allerlei grote en kleine beurzen ontmoet men elkaar, evenals via internet.

### Classificatie van motorfietsen
De Engelse Vintage Motor Cycle Club hanteert een internationaal gebruikte classificatie van oldtimer-motorfietsen:
- Pioneer (voor 1904)
- Veteran (1905 tot 1914)
- Vintage (1915 tot 1930)
- Post-Vintage (1931 tot 1940, ook wel "Pre War" genoemd)
- Classic (na 1940)